# Pawel Afanassjewitsch Stolbow
Pawel Afanassjewitsch Stolbow (russisch Павел Афанасьевич Столбов; * 30. August 1929 in Krasnyj Lutsch; † 15. Juni 2011) war ein sowjetischer Kunstturner.
Pawel Afanassjewitsch Stolbow startete für ZSKA Moskau. Sein größter internationaler Erfolg war die Teilnahme an den Olympischen Sommerspielen 1956 von Melbourne. Er kam in acht Disziplinen zum Einsatz. Mit der sowjetischen Team-Staffel gewann er an der Seite von Wiktor Tschukarin, Juri Titow, Walentin Muratow, Albert Asarjan und Boris Schachlin die olympische Goldmedaille. Im Vielseitigkeitswettbewerb wurde er als schlechtester sowjetischer Starter 14., am Boden 16., am Sprung 28., am Barren 41., am Reck gemeinsam mit Chukarin Vierter und wurde an den Ringen 12. sowie Siebter am Pauschenpferd. bei den Turn-Weltmeisterschaften 1958 im heimischen Moskau gewann Stolbow am Barren hinter Schachlin und Takashi Ono die Bronzemedaille, am Pauschenpferd wurde er hinter Schachlin Zweiter. Auch in Prag nahm er erfolgreich an den Turn-Weltmeisterschaften 1962 teil. Am Reck gewann er hinter Ono und Yukio Endō die Bronzemedaille. Bei den Europameisterschaften 1959 in Kopenhagen gewann er den Titel am Reck.